# Löf
Löf là một đô thị ở huyện Mayen-Koblenz bang Rheinland-Pfalz, phía tây nước Đức. Đô thị Löf có diện tích 5,34 km².